# Obélisque du Vatican
L'obélisque du Vatican est un obélisque égyptien, transporté à Rome par ordre de Caligula pour orner la spina de son nouveau cirque du Vatican. Il a été érigé au centre de la place Saint-Pierre le 10 septembre 1586, sur ordre du pape Sixte-Quint.
L'obélisque est constitué de granite rouge d'Assouan. Sa hauteur atteint 25,31 m : il est par sa taille le deuxième obélisque après celui du Latran, transporté à Rome trois siècles plus tard.
Le poids de l'obélisque est estimé à 322 tonnes et le poids de son piédestal à 174 tonnes.

## Épigraphie et origine

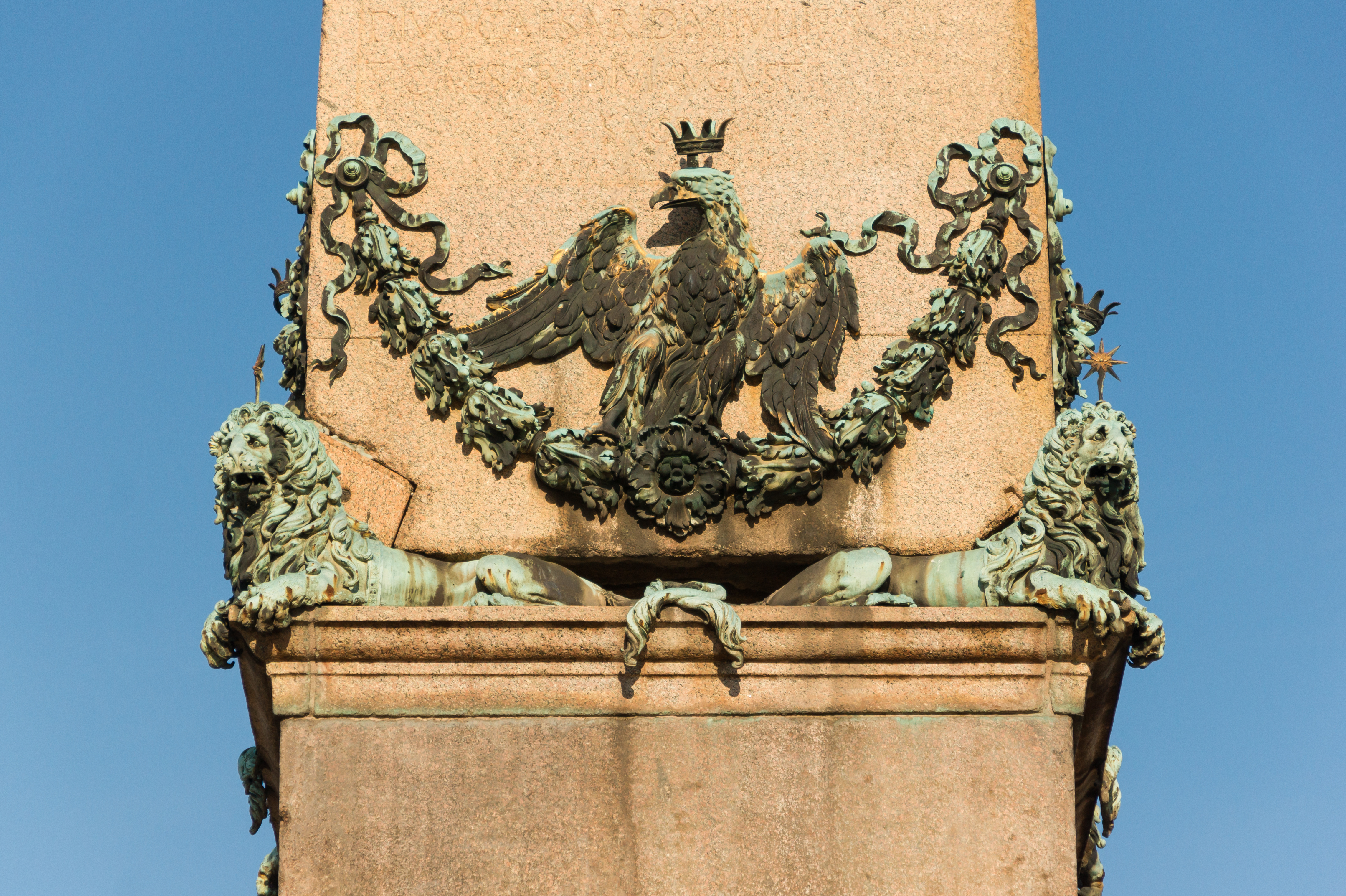
Détail des ornements (lions, aigles et guirlande florale) de la base de l'obélisque. On distingue une des dédicaces de Caligula.

L’absence d’inscriptions hiéroglyphiques fait que l’on en est réduit à des conjectures. L’obélisque pourrait être originaire d’Héliopolis (pylône du temple de Rê), et attribuable au roi Amenemhat II.
L'obélisque du Vatican est dépourvu de toute inscription hiéroglyphique égyptienne, mais il n'est pas strictement anépigraphe. Il comporte sur deux de ses faces une dédicace à Auguste et à Tibère, due à Caligula :
DIVO CAESARI DIVI IVLI F(ILIO) AVGVSTO

TI(BERIO) CAESARI DIVI AVGVSTI F(ILIO) AVGVSTO

SACRVM

« Dédié au divin César Auguste, fils du divin Jules, (et) à Tibère César Auguste, fils du divin Auguste ».

## Transport à Rome
Il aurait été transporté à Alexandrie, sur l'ordre d’Auguste, jusqu’à un forum Augustum nouvellement construit. C'était devenu une coutume de rapporter de tels monuments à Rome en guise de trophées, pour les dresser devant des temples, des mausolées ou pour orner la spina des cirques. Mais, semble-t-il, on ne trouva pas le moyen, à l’époque, de faire prendre la mer à cet énorme monolithe, nettement plus volumineux que ceux jusqu’alors transportés à Rome.
Ensuite, les faits deviennent sûrs : c’est Caligula qui, en 37, fait transporter l'obélisque pour le dresser au milieu de la spina du cirque du Vatican, alors en construction. Pline l'Ancien rapporte qu’il fallut construire un navire de mer, le Mirabilis Navis, d’une taille encore jamais vue (cent-quatre mètres de long), puis que celui-ci servit un peu plus tard pour une opération de travaux portuaires inédite : le navire, lesté de lourds enrochements, fut immergé pour constituer les fondations sous-marines du grand môle du port de Claude, à Ostie. Des fouilles archéologiques ont mis au jour des vestiges de ce môle et du navire, sur un terrain situé dans l'enceinte de l’aéroport de Fiumicino.

## Emplacements

### Debout au côté de la basilique

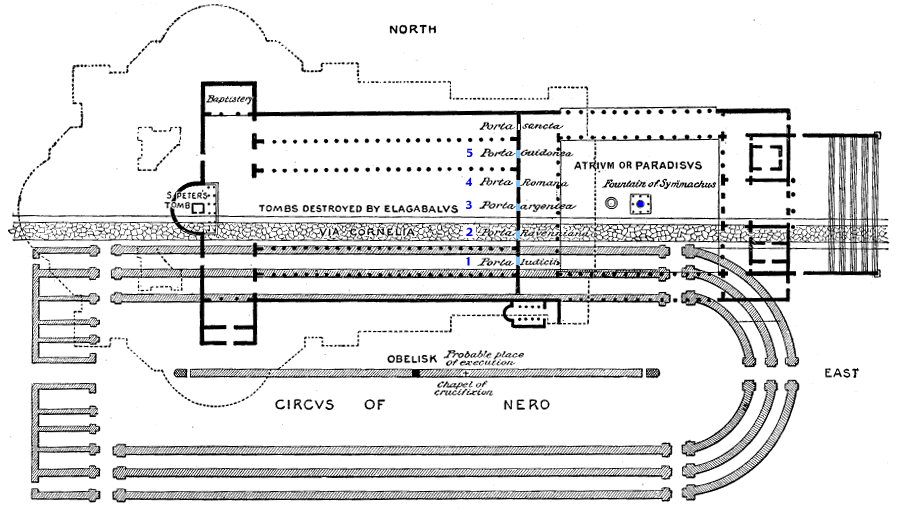
Situation de l'obélisque sur la spina du Circus Vaticanus, par rapport à la basilique constantinienne

L'obélisque avant son déplacement, tel que l'imaginait Pieter Jansz Saenredam (1629).

L’emplacement du cirque de Caligula avant sa démolition est bien connu : sa spina, dont l’obélisque marquait le centre, ne se trouvait qu’à quelques mètres du flanc sud de la basilique Saint-Pierre. Toute la partie nord des gradins se trouvait alors à l'emplacement de l'actuelle basilique.
L’obélisque, lui, eut un sort des plus heureux, puisqu’il est le seul, dans la ville romaine, à n’être jamais tombé. Il resta fièrement dressé à sa place d’origine qui selon une tradition immémoriale, marquait le lieu approximatif du martyre de l'apôtre Pierre, à quelques mètres au sud du chevet de la basilique constantinienne, puis de l’actuelle. On a retrouvé, lors de fouilles, les vestiges de son soubassement, près de l'actuelle sacristie.

### Au centre de la place Saint-Pierre

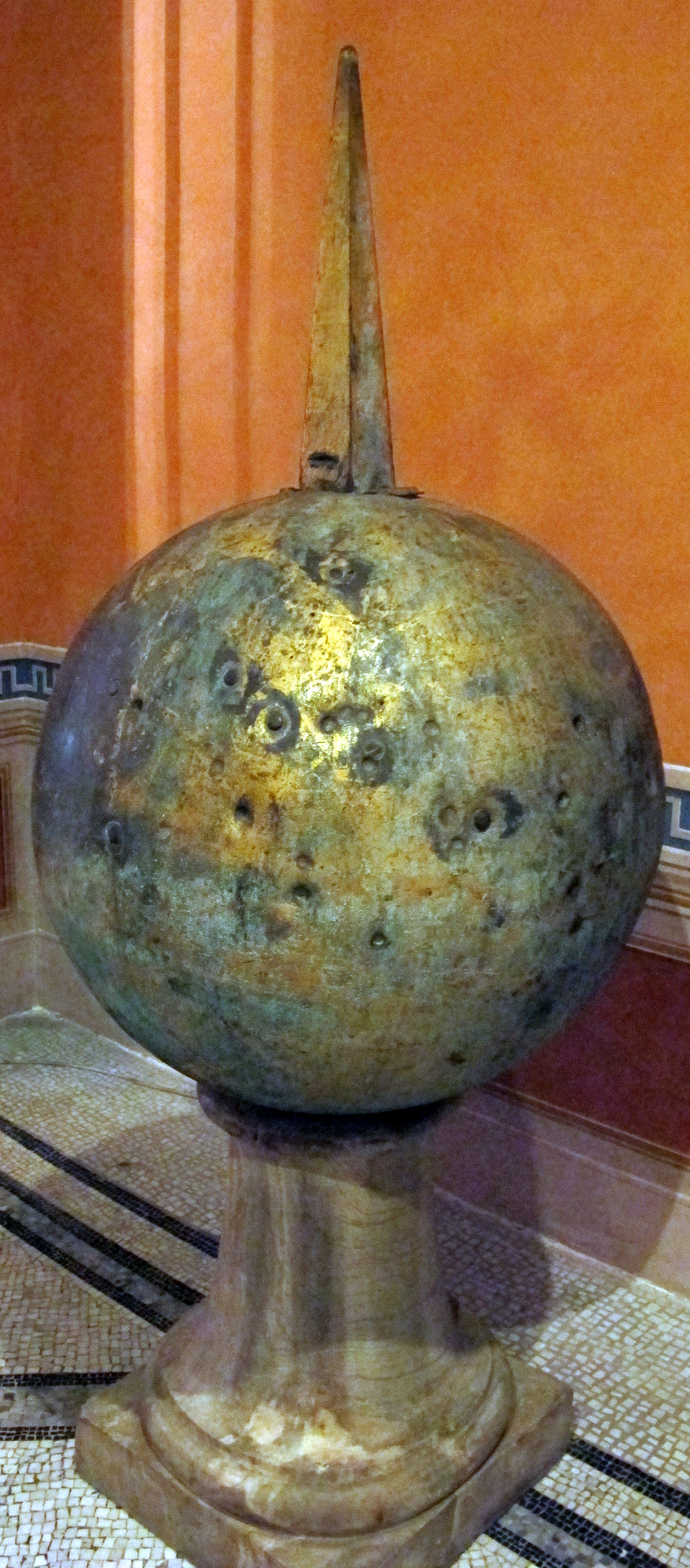
La sphère en bronze qui coiffait l'obélisque.

Délaissés au Moyen Âge, les obélisques furent oubliés, voire renversés, à l'exception de celui du Circus Vaticanus, qui avait été le témoin du massacre des chrétiens. Situé derrière le transept sud de l'ancienne basilique de Constantin, il faisait partie du circuit de pèlerinage de Rome. Connu comme l'« aiguille de Rome », l'« aiguille de Saint-Pierre », voire comme l'emplacement du « tombeau de César », il était coiffé d'une sphère de bronze surmontée d'une pointe qui aurait enfermé, selon la légende, les cendres de Jules César. Sa surface est criblée de balles tirées par les lansquenets de Charles Quint lors du sac de Rome (1527). Cette sphère, qui décorait la balustrade du Capitole jusqu'en 1850, est conservée aux musées du Capitole. D'autres légendes voulaient que cet obélisque ait été extrait par le roi Salomon ou qu'il ait été transporté à Rome en une seule nuit par le poète Virgile. Au cours des siècles, il fut partiellement enterré par exhaussement du sol. Cet emplacement primitif est marqué aujourd'hui par une plaque sur le sol, place des Protomartyrs entre la basilique actuelle et le cimetière teutonique.
Quatre papes eurent l'idée de le transporter ailleurs. Nicolas V, l'un d'entre eux, voulant le poser sur les épaules de quatre statues colossales et le surmonter d'une statue de bronze du Christ tenant sa croix. Michel-Ange refusa de se charger de l'entreprise sous Paul III, et le devis de Camillo Agrippa fit reculer Grégoire XIII.
C'est le pape Sixte Quint qui, finalement, décida de transporter et restaurer ces symboles de l'Antiquité, bien en évidence devant les principaux édifices religieux romains, affirmant ainsi sa puissance. Il ouvrit un concours et choisit le plan de Domenico Fontana, ancien compagnon maçon, et s'y attacha contre l'avis de tout le monde avec d'autant plus de chaleur qu'on en jugeait l'exécution impossible.

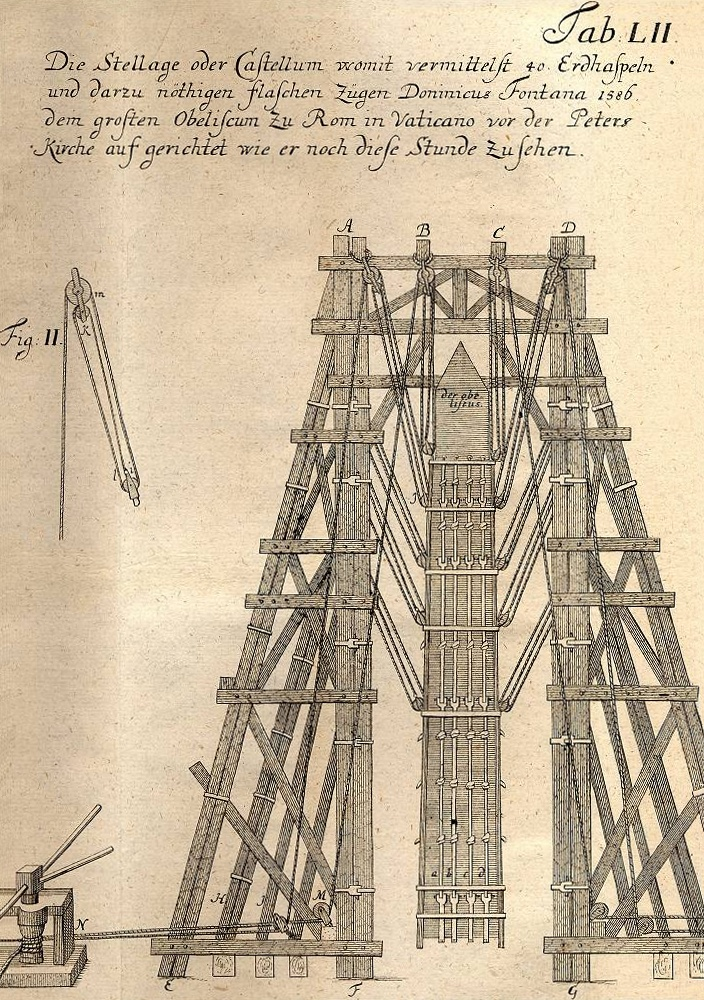
La machine de Domenico Fontana

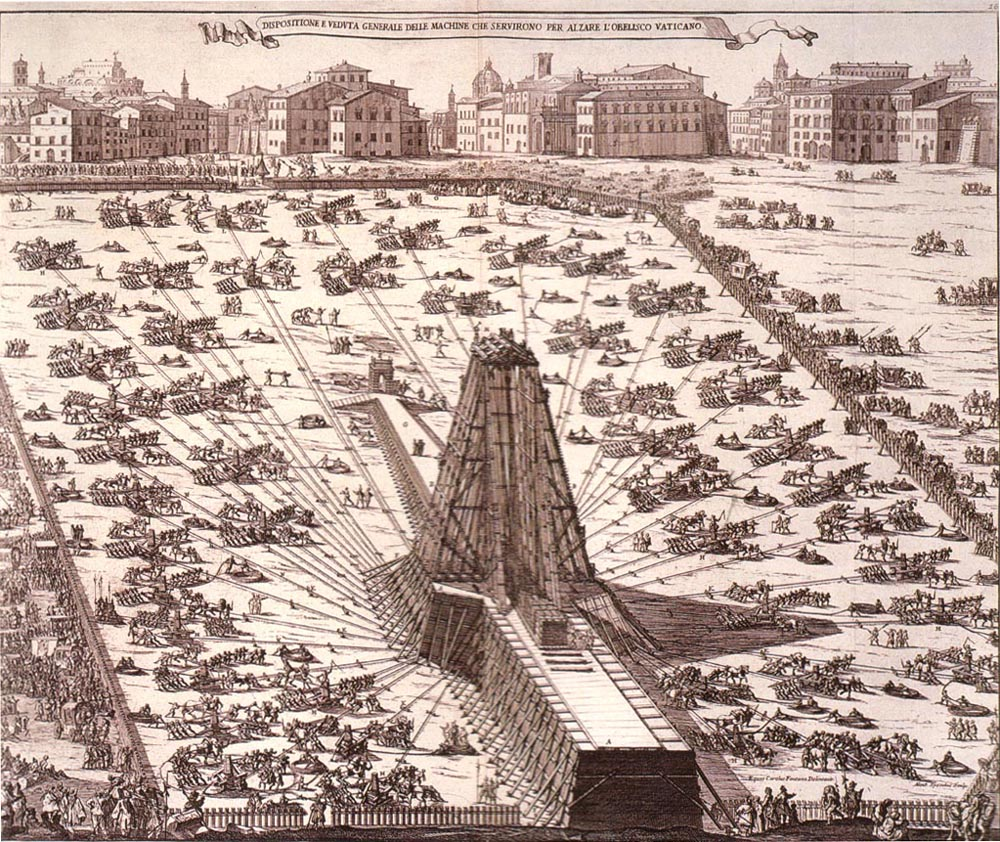
Érection de l'obélisque en 1586.

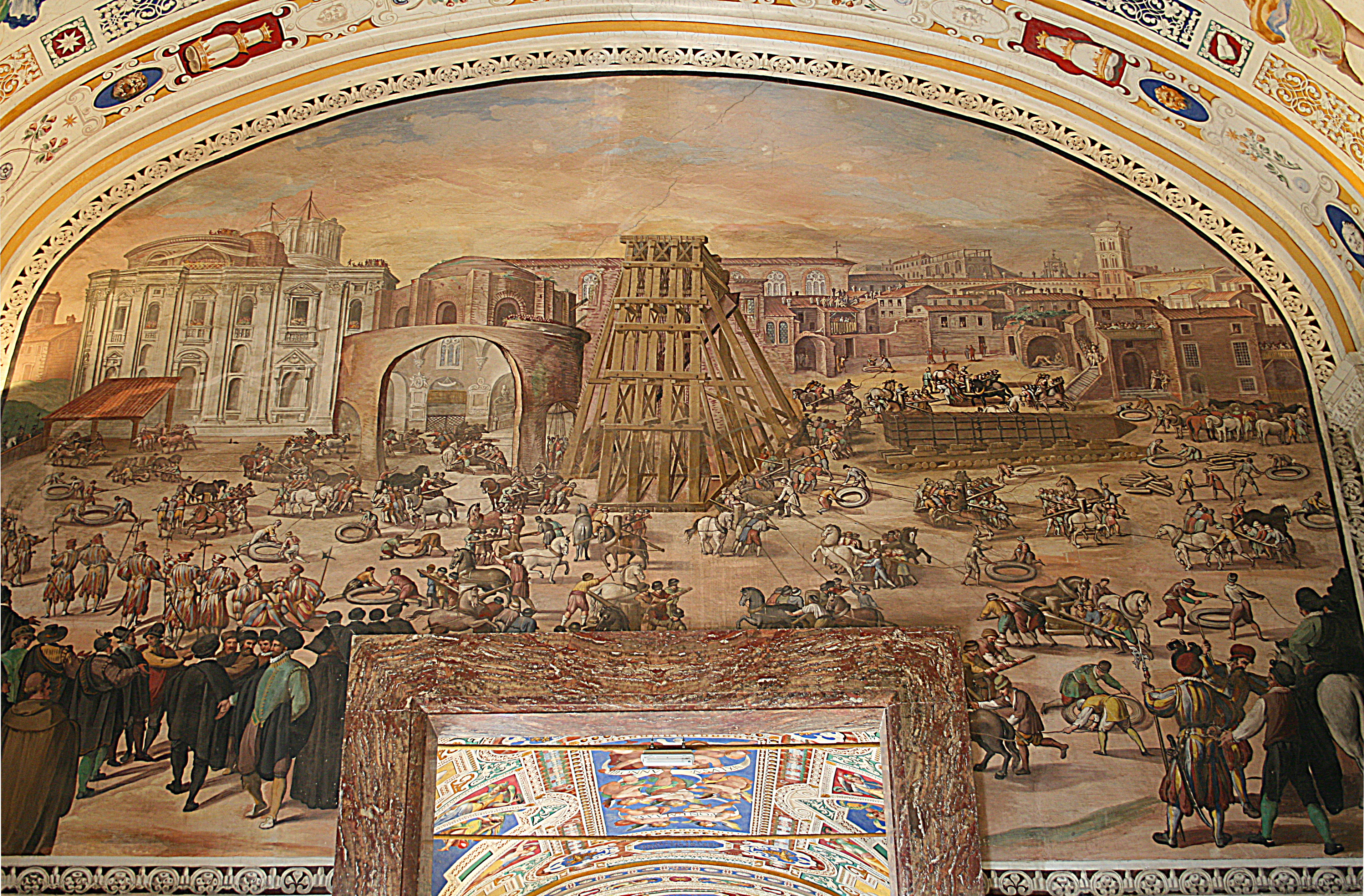
Érection de l'obélisque sur la place Saint-Pierre. Fresque murale (1685-1688) de la Biblioteca apostolica Vaticana.

Du piédestal sur lequel se dressait l'obélisque sur la spina de l'ancien cirque jusqu'à son nouvel emplacement, on mesura huit cent trente-trois pieds et demi (trois cents mètres). Il s'agissait d'abord de saisir cette masse énorme dont on évaluait le poids à sept cent cinquante tonnes, de la soulever et de l'amener au milieu de la place Saint-Pierre, dans l'axe central de l'ancienne basilique, raison pour laquelle l'obélisque est aujourd'hui décalé de quatre mètres de l'axe central de la nouvelle façade de la basilique[réf. nécessaire]. Fontana y parvint en construisant une machine gigantesque composée de huit mâts dressés, liés par de forts madriers et des bandes de fer, qui soutenaient quatre poutres où s'enroulaient les câbles dont on entoura l'obélisque. Cette machine, appelée castello (« le château »), était manœuvrée par six forts cabestans.
Le 30 avril 1586, on arracha le monolithe à sa base antique. Fontana enleva pour cela quatre gros tenons de bronze, qui furent réutilisés pour l'ancrer sur sa nouvelle base, les tenons étant dissimulés par quatre lions coiffés d'une étoile à sept branches, qui figuraient sur les armoiries du pape. Le 7 mai, on entreprit de déplacer l'obélisque. Il fallut trente-sept jours pour lui faire franchir la distance jusqu'à son emplacement actuel. Tout l'été fut employé en préparatifs ; enfin, le 10 septembre, cent soixante chevaux, attelés à quarante cabestans, et neuf cents hommes marchant au son de la trompette et s'arrêtant à celui de la cloche, enlevèrent l'immense bloc, et le laissèrent reposer sur son piédestal. Un incident (légendaire ?) aurait menacé cette opération : les cordes retenant l'obélisque avaient commencé à se distendre. Alors que le pape avait imposé un silence absolu (sous peine de mort pour celui qui désobéirait) pour que les hommes puissent entendre les commandements, le capitaine de marine Benedetto Bresca (it) cria alors « Acqua alle funi ! » (« De l'eau aux cordes ! ») si bien que les cordes mouillées se rétrécirent et reprirent de la tension. L'inauguration eut lieu le 26 septembre 1586 : le pape exorcisa ce symbole païen en surmontant son pyramidion d'une croix de bronze qui couronnait les montagnes Peretti et une étoile, emblèmes héraldiques du pape, et en faisant graver quatre inscriptions sur les flancs du piédestal : CHRISTVS VINCIT / CHRISTVS REGNAT / CHRISTVS IMPERAT / CHRISTVS AB OMNI MALO / PLEBEM SVAM / DEFENDAT « Le Christ vainc, le Christ règne, le Christ commande, que le Christ préserve son peuple de tout mal ». En 1589, il aurait — un travail de restauration en 1740 a montré l'inexistence de ces reliques — fait déposer dans le bronze des reliques de la Vraie Croix, favorisant à nouveau les pèlerinages. Selon Richard Hemphill, le transfert de l'obélisque du Vatican par Fontana « constitue sans doute un des exploits de génie civil les plus ambitieux de l'Italie de la fin de la Renaissance ».

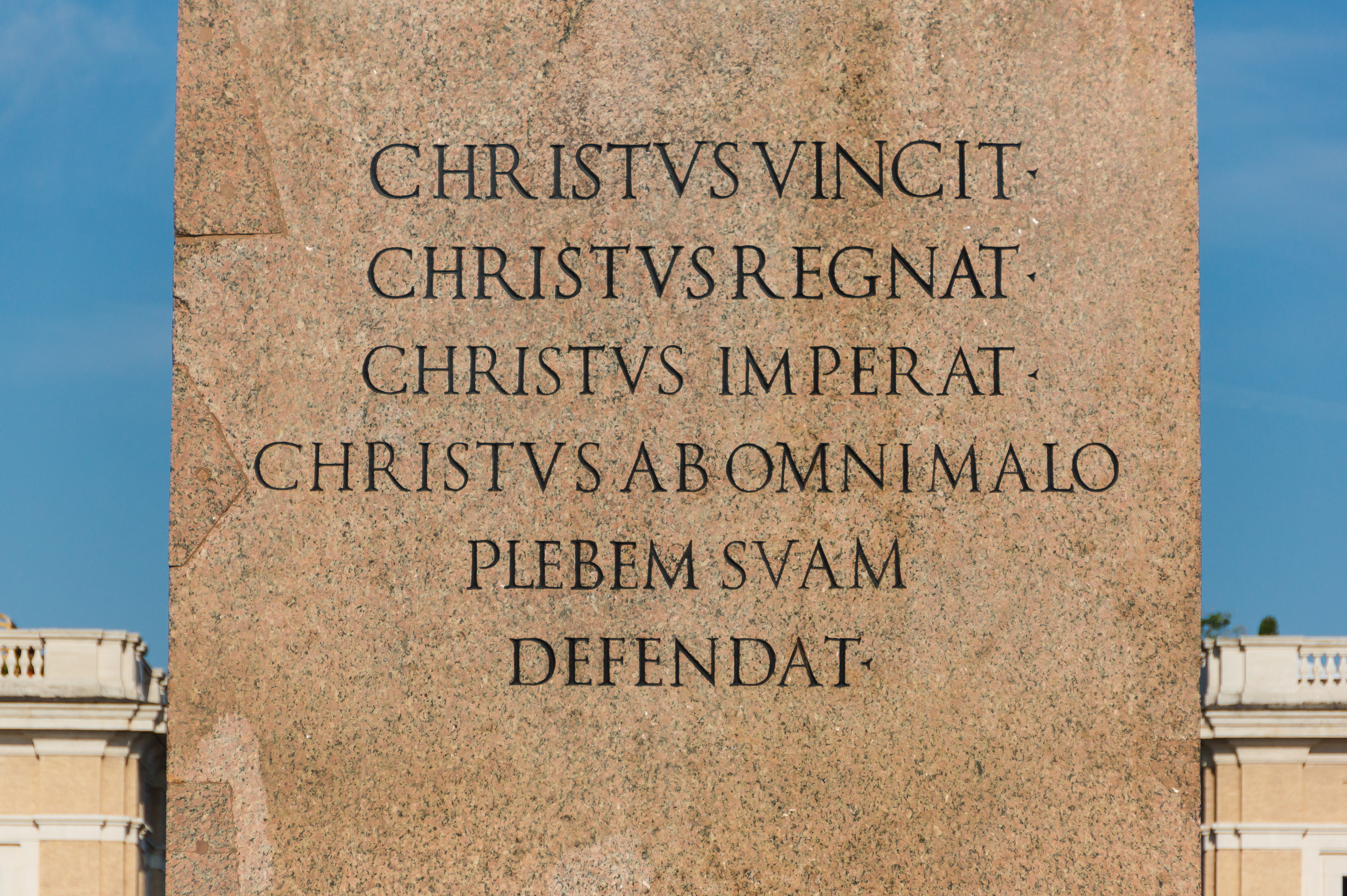
Inscription sur le piédestal.

Encouragé par ce relevage réussi, Sixte Quint remit sur pied trois autres obélisques. L'un, qu'il transporta sur la place de Sainte-Marie-Majeure, ornait jadis l'entrée du mausolée d'Auguste, brisé et à moitié enfoui sous les ruines du monument. Les autres, enterrés également depuis des siècles sous les débris du Circus Maximus, étaient rompus en trois endroits. Sixte en fit rejoindre habilement les morceaux, érigea le plus grand devant Saint-Jean-de-Latran, et celui qui paraissait le plus remarquable par ses hiéroglyphes, au milieu de la Piazza del Popolo. En relevant ces colonnes de la vieille Égypte sur les places de la Rome moderne, Sixte leur imposa le baptême chrétien et les décora de la croix. Par cet emblème particulièrement utilisé lors de la Contre-Réforme, il purifiait ces monuments de la superstition païenne, et il consacrait le triomphe du christianisme, ainsi qu'il le dit éloquemment sur la face orientale de l'obélisque : « Voici la croix du Seigneur : fuyez ; anciens ennemis, le lion de la tribu de Juda vous a vaincus ». 
Ce n'est qu'un siècle plus tard, en 1660, que Le Bernin réaménagea la place Saint-Pierre sous l'aspect que l'on connaît aujourd'hui, avec ses deux colonnades identiques au nord et au sud, autour du monolithe historique. En 1713, le pape Innocent XIII orna les quatre côtés de la base de l'obélisque par les animaux correspondant à ses armoiries : des aigles couronnés en bronze, enchâssés dans une guirlande florale. En 1817, l'astronome Filippo Gigli conçut au pied du monolithe une rose des vents et un cadran solaire.
La place Saint-Pierre a été restaurée à partir de 2009. L'obélisque, dont le granite était noirci par les coulures du bronze, ainsi que les lampadaires en fonte datant de 1852 qui l'entourent, ont été intégrés au projet.